# Guido Pen
Jean Guillaume Joseph (Guido) Pen (Amsterdam, 10 maart 1960) is een Nederlands voormalig voetballer. Bij SC Heerenveen, waar hij in de jeugd speelde, deed hij als vijftienjarige mee in een oefenwedstrijd van het eerste elftal. Pen stond onder contract bij Ajax, ADO Den Haag, SC Cambuur en FC Zwolle. Een mooie actie van hem was er in het topduel Ajax-PSV (4-1) op 11 november 1979. Er was een 1-2'tje tussen Pen en Simon Tahamata, met twee keer een hakbal. Guido Pen werd met Ajax twee keer landskampioen (1978-1979 en 1979-1980) en een keer KNVB Beker-winnaar (1978-1979). Ook was Pen met Ajax verliezend KNVB Beker-finalist (1979-1980) en haalde hij met Ajax de halve finale Europa Cup 1 (1979-1980). Bij Ajax speelde hij maar weinig wedstrijden, bij zijn volgende club ADO Den Haag deed hij wel geregeld mee. Halverwege 1985 stond Pen onder contract bij Cambuur, maar vanwege privéomstandigheden, werd dit al ontbonden voordat hij een wedstrijd voor de club uit Leeuwarden speelde. In 1990 dook Guido Pen "opeens" op bij PEC Zwolle, waar hij 1 seizoen speelde, en 1 seizoen als jeugdtrainer van O19 fungeerde. Pen was bij vele clubs in het Noorden jeugd- of hoofdtrainer, in het seizoen 2020-2021 bij VV Heerenveen.

## Statistieken
| Seizoen | Club         | Land      | Competitie     | Wed. | Goals |
| ------- | ------------ | --------- | -------------- | ---- | ----- |
| 1978/79 | Ajax         | Nederland | Eredivisie     | 3    | 0     |
| 1979/80 | Ajax         | Nederland | Eredivisie     | 12   | 0     |
| 1980/81 | ADO Den Haag | Nederland | Eredivisie     | 22   | 3     |
| 1981/82 | ADO Den Haag | Nederland | Eredivisie     | 12   | 2     |
| 1982/83 | ADO Den Haag | Nederland | Eerste divisie | 30   | 7     |
| 1983/84 | ADO Den Haag | Nederland | Eerste divisie | 29   | 4     |
| 1984/85 | ADO Den Haag | Nederland | Eerste divisie | 3    | 0     |
| 1985/86 | SC Cambuur   | Nederland | Eerste divisie | 0    | 0     |
| 1990/91 | FC Zwolle    | Nederland | Eerste divisie | 31   | 1     |
| Totaal  | Totaal       | Totaal    | Totaal         | 142  | 17    |